# Beuvezin
Beuvezin és un municipi francès situat al departament de Meurthe i Mosel·la i a la regió del Gran Est. L'any 2007 tenia 114 habitants.

## Demografia

### Població
El 2007 la població de fet de Beuvezin era de 114 persones. Hi havia 46 famílies, de les quals 8 eren unipersonals (4 homes vivint sols i 4 dones vivint soles), 23 parelles sense fills, 11 parelles amb fills i 4 famílies monoparentals amb fills.
La població ha evolucionat segons el següent gràfic:
Habitants censats

### Habitatges
El 2007 hi havia 59 habitatges, 48 eren l'habitatge principal de la família i 11 estaven desocupats. 58 eren cases i 1 era un apartament. Dels 48 habitatges principals, 44 estaven ocupats pels seus propietaris, 2 estaven llogats i ocupats pels llogaters i 3 estaven cedits a títol gratuït; 1 tenia dues cambres, 7 en tenien tres, 15 en tenien quatre i 26 en tenien cinc o més. 38 habitatges disposaven pel capbaix d'una plaça de pàrquing. A 24 habitatges hi havia un automòbil i a 19 n'hi havia dos o més.

### Piràmide de població
La piràmide de població per edats i sexe el 2009 era:
| Homes | Edats   | Dones |
| ----- | ------- | ----- |
| 0     | 95 o +  | 0     |
| 0     | 90 a 94 | 0     |
| 0     | 85 a 89 | 0     |
| 4     | 80 a 84 | 0     |
| 8     | 75 a 79 | 4     |
| 0     | 70 a 74 | 4     |
| 0     | 65 a 69 | 4     |
| 4     | 60 a 64 | 4     |
| 4     | 55 a 59 | 8     |
| 4     | 50 a 54 | 8     |
| 0     | 45 a 49 | 0     |
| 4     | 40 a 44 | 8     |
| 0     | 35 a 39 | 0     |
| 8     | 30 a 34 | 4     |
| 16    | 25 a 29 | 4     |
| 0     | 20 a 24 | 0     |
| 8     | 15 a 19 | 12    |
| 8     | 10 a 14 | 8     |
| 0     | 5 a 9   | 4     |
| 8     | 0 a 4   | 4     |

## Economia
El 2007 la població en edat de treballar era de 71 persones, 46 eren actives i 25 eren inactives. De les 46 persones actives 43 estaven ocupades (25 homes i 18 dones) i 3 estaven aturades (1 home i 2 dones). De les 25 persones inactives 9 estaven jubilades, 4 estaven estudiant i 12 estaven classificades com a «altres inactius».
Activitats econòmiques
L'any 2000 a Beuvezin hi havia 10 explotacions agrícoles.

## Poblacions més properes
El següent diagrama mostra les poblacions més properes.